# Etykieta (marketing)

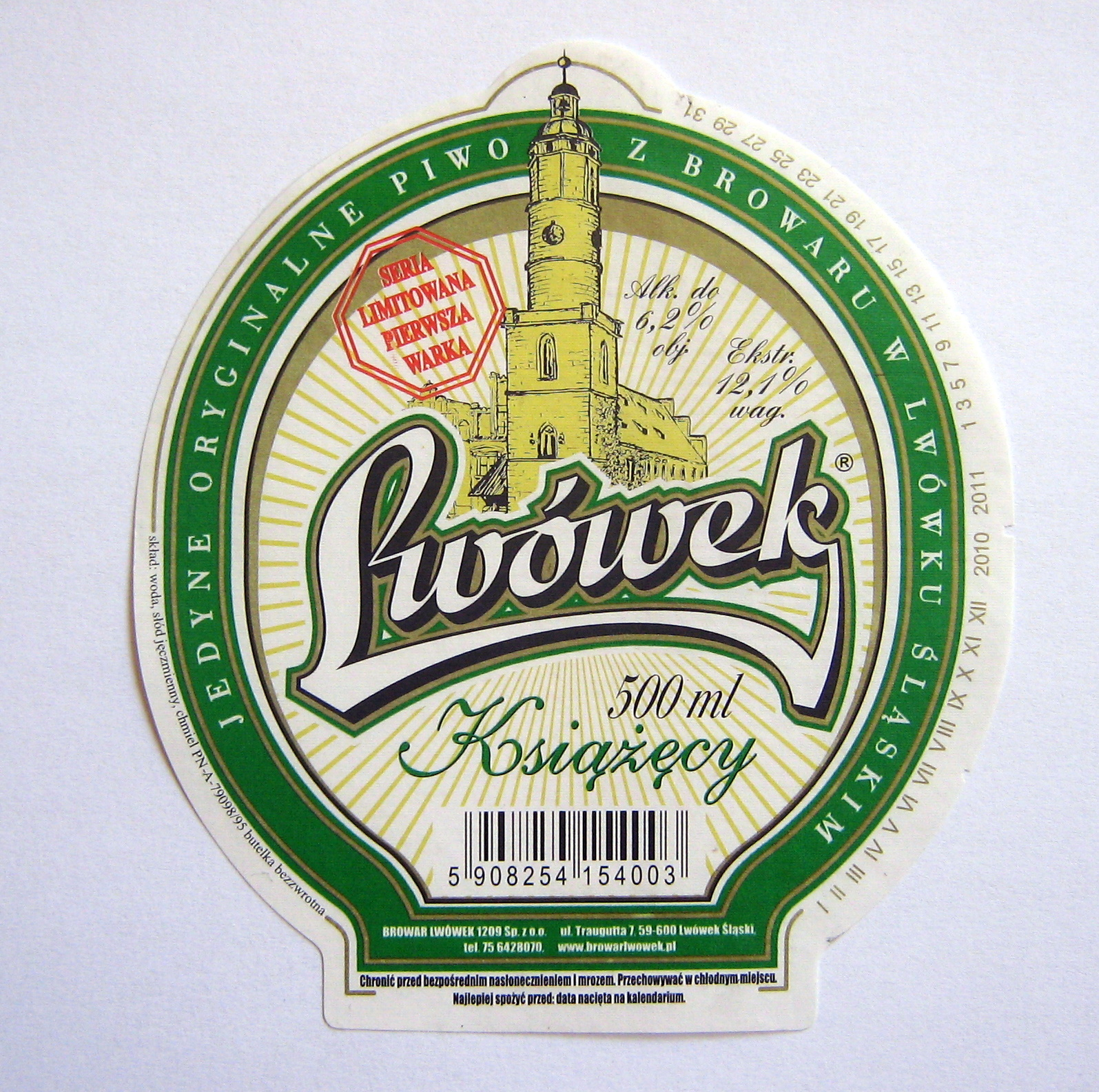
Etykieta z butelki piwa

Etykieta – metka, znak firmowy, znak handlowy, ilustracja lub inny opis pisany, drukowany, tłoczony, odbity lub w inny sposób naniesiony na opakowanie lub załączony do opakowania.
To wyrób papierowy lub z folii przymocowany do produktu w celu zidentyfikowania lub określenia jego zawartości. Często etykiety służą działaniom marketingowym, reklamując produkt przez przyciągnięcie uwagi konsumentów.
Etykiety posiadają różne kształty i różnią się materiałem, z którego są wykonane. Wytwarzane metodami przemysłowymi różnią się też techniką druku, w jakiej zostały wykonane.

## Rodzaje etykiet
- Etykieta na mokro – jako historycznie pierwsza może być nazywana etykietą tradycyjną, stosowana na mokro nakładany klej. Od lat siedemdziesiątych XX w. następuje silne wypieranie etykiet na mokro przez etykiety samoprzylepne.

- Etykieta samoprzylepna – etykieta drukowana na materiale samoprzylepnym, np. papierze samoprzylepnym lub folii. Podłoże drukowe pokryte jest warstwą kleju od strony przylepianej do przedmiotu etykietowanego. Klej ochrania warstwa zabezpieczająca. Po jej usunięciu etykieta jest gotowa do naklejenia.

- Etykieta IML (in-mould label) – współczesny rodzaj etykiety wykonanej na podłożu z tworzywa sztucznego, tego samego co opakowanie. Etykieta ta jest wprowadzana do formy wtryskowej i zatapiana w opakowania w czasie jego produkcji. Etykiety IML stosuje się m.in. w opakowaniach spożywczych (sery, ryby, jogurty itp.). Grubość folii do etykiet IML mieści się w przedziale 57-90 mc. Techniki drukarskie stosowane do wyprodukowania etykiet IML: offset arkuszowy – farby utrwalane oksydacyjnie lub promieniami UV, wklęsłodruk, offset zwojowy wąskowstęgowy – farby UV, fleksodruk – farby UV.[2]

- Etykieta SSL lub SSE (ang. Shrink Sleeve Labels /SSL/, niem. Shrink-Sleeve-Etiketten /SSE/) – współczesny rodzaj etykiety wykonanej na podłożu z tworzywa sztucznego w postaci kurczliwego rękawa, który nakładany jest na opakowanie, docinany i obkurczany pod wpływem temperatury, tak że ściśle przylega do opakowania (np. do szklanej butelki). Etykieta ta może też pełnić funkcje zabezpieczające na zasadzie plomby zabezpieczającej przed otwarciem produktu. Czasem jest wykorzystywana do łączenie dwóch produktów w ramach promocji typu: dwa w cenie jednego albo do produktu drugi produkt gratis. Za pomocą etykiety SSL tworzone są też opakowania zbiorcze (mulitpack). Etykieta SSL wzmacnia opakowanie produktu dzięki czemu ścianki opakowań mogą być cieńsze. Może pokrywać cały produkt (full-body) lub jego część, dając możliwość efektownego ozdobienia. Etykiety te są zadrukowywane od wewnętrznej strony (chroni to druk przed ścieraniem się). Zazwyczaj produkowane z folii: PVC, PET, orientowany PS. Najczęściej do produkcji etykiet używa się folii o grubości 50 mc[3].

- Etykieta owijkowa – przeznaczona do znakowania powierzchni okrągłych, takich jak kable, przewody czy rury.

- Etykieta z nadrukiem lustrzanym na przezroczystej folii. Na drukowaną stronę nanoszony jest klej – po przyklejeniu etykiety przezroczysta folia jest jednocześnie zabezpieczeniem dla druku[4].

- Etykieta wielostronicowa – umożliwia zamieszczenie dużej ilość tekstu, np. w kilku językach[4].

- Etykieta reaktywna – reaguje na zmiany w otoczeniu produktu lub w produkcie i tym samym niesie specyficzną informację o produkcie. Najczęściej stosowana jest na opakowaniach spożywczych. Przykładem takich etykiet mogą być etykiety z nadrukiem farbą termochromową na opakowaniach piwa: jeśli produkt jest odpowiednio schłodzony pojawia się napis. Etykiety z identyfikatorem temperaturowym (Time Temperature Indicator – TTI) są drukowane farbą aktywowaną UV w procesie pakowania i zmieniają swą barwę nieodwracalnie, jeśli temperatura przekroczy np. 5 °C. W ten sposób informują konsumenta, że produkt nie był w łańcuchu dostaw przechowywany poprawnie. Etykieta z naniesionymi nanocząsteczkami srebra odbarwia się pod wpływem siarkowodoru i tym samym sygnalizuje, że produkt psuje się[5].

## Etykiety jako przedmiot kolekcjonerski
Ze względu na fakt, że etykiety zawierają treści informacyjno-reklamowe dotyczące danego produktu lub producenta należą one również do akcesoriów gromadzonych przez kolekcjonerów. Zbieranie etykiet nazywa się labologią, a najczęstszym rodzajem kolekcjonowanych etykiet są etykiety piwne.